# Терміні-Імерезе
Терміні-Імерезе (італ. Termini Imerese, сиц. Tèrmini) — муніципалітет в Італії, у регіоні Сицилія,  метрополійне місто Палермо. Терміні-Імерезе розташоване на відстані близько 450 км на південь від Рима, 33 км на південний схід від Палермо. Населення — 26 371 особа (2014). Щорічний фестиваль відбувається 19 травня. Покровитель — блаженний Августин-Новий.

## Назва
- Терми Гімери (лат. Thermae Himerae) — назва римської доби; від грецької колонії Гімера.

## Демографія
Населення за роками:

Станом на 1 січня 2023 року в муніципалітеті офіційно проживав 391 іноземець з 46 країн, серед них 143 громадяни країн Євросоюзу та 10 громадян України.

## Сусідні муніципалітети
- Каккамо
- Кампофеліче-ді-Роччелла
- Черда
- Коллезано
- Шіара
- Трабія